# Özlem Türeci
Özlem Türeci (Siegen, Renânia do Norte-Vestfália; 1967) é uma médica, imunologista e empresária alemã de origem turca. É cofundadora e directora médica da BioNTech. Türeci e a sua equipa desenvolveram uma vacina contra o SARS-CoV-2.

## Carreira
Türeci é cofundadora e directora médica da BioNTech. Também preside a Associação de Imunoterapia contra o Câncer (CIMT), com sede em Maguncia. Foi uma das iniciadoras e presidente do Cluster para a Intervenção Imunológica Individualizada (Ci3) da região Rin-Meno e é conferencista na Universidade de Maguncia.. É pioneira na imunoterapia contra o câncer e tem trabalhado no desenvolvimento de vacinas individualizadas baseadas no ARN mensageiro.
Em 2001, Türeci participou da fundação da Ganymed Pharmaceuticals como sua directora científica, chegando à sua direcção executiva em 2008. Ganymed passou a ser filial da Astellas Pharma após sua aquisição em 2016 por 1,3 bilhões de euros, tendo esta sido considerada a maior aquisição na indústria biotecnológica alemã até a data.
Durante a pandemia de COVID-19, Türeci se dedicou à investigação de uma vacina contra o SARS-CoV-2, vírus responsável pela COVID-19, em associação com Pfizer. Em 11 de novembro de 2020 a Pfizer informou que a vacina Tozinameran (chamada Comirnaty nos países da União Europeia), desenvolvida por Türeci e sua equipa, oferecia uma eficácia de mais de 90% de imunidade contra o vírus.

## Prêmios
- Prêmio Georges Köhler da Sociedade Alemã de Imunología (2005).[11][12]
- Prêmio de Sustentabilidade Nacional da Alemanha, Prêmio Honorario (2020).[13]
- Eleita Pessoa do Ano do Financial Times (2020).[14][15]